# Max peintre par amour
 (juillet 2025).
Pour plus de détails, voir Fiche technique et Distribution.
Max peintre par amour est un court métrage français, muet réalisé par Max Linder en 1912.

## Résumé
Pour impressionner la mère de celle qu'il aime et qui est férue de peinture, Max, ignare en la matière se déclare peintre. Le voilà coincé de devoir faire le portrait de la mère. D'abord pris en faute, il déclare que la mère ressemble à la Joconde, puis lui refile une copie de l'œuvre de De Vinci.

## Fiche technique
- Réalisation et scénario : Max Linder
- Société de production et de distribution : Pathé Frères
- Pays : France
- Format : Muet - Noir et blanc - 1,33:1 - 35 mm
- Métrage : 210 m
- Genre : Comédie
- Date de sortie : 
  -  France - 6 septembre 1912

## Distribution
- Max Linder : Max
- Stacia Napierkowska : La jeune femme qu'il aime
- Gabrielle Lange : La mère de la jeune femme